# Танагра-короткодзьоб маскова
Тана́гра-короткодзьо́б маскова (Tephrophilus wetmorei) — вид горобцеподібних птахів родини саякових (Thraupidae). Мешкає в Андах. Вид названий на честь американського орнітолога Александера Ветмора. Раніше його відносили до роду Танагра-короткодзьоб (Buthraupis), однак за результатами молекулярно-філогенетичного дослідження він був переведений до відновленого монотипового роду Tephrophilus.

## Опис
Довжина птаха становить 20,5 см. Тім'я і потилиця жовтувато-оливкові, лоб жовтий, на обличчі чорна "маска". Верхня частина тіла оливкова, надхвістя жовте. Нижня частина тіла жовта, боки поцятковані чорнуватими плямами. Покривні пера крил мають сині краї. 

## Поширення і екологія
Маскові танагри-короткодзьоби мешкають на південному заході Колумбії (Каука, Нариньйо, зокрема в Національному природному парку Пурас), в Еквадорі (зокрема в Національному парку Подокарпус) та на північному заході Перу (Серро-Чінгуела на сході регіону П'юра). Вони живуть у вологих карликових лісах, у високогірних чагарникових і бамбукових заростях. Зустрічаються парами або невеликими зграйками, на висоті від 2900 до 3600 м над рівнем моря. Часто приєднуються до змішаних зграй птахів.

## Збереження
МСОП класифікує цей вид як вразливий. За оцінками дослідників, популяція маскових танагр-короткодзьобів становить від 1500 до 7000 дорослих птахів. Їм загрожує знищення природного середовища.